# Родивилова, Татьяна Константиновна
Татьяна Константиновна Родивилова (1912 год, в селе Георгиевка Воронежская область — 8 июля 2004 года) — звеньевая колхоза «Герой труда» Панинского района Воронежской области. Герой Социалистического Труда (07.05.1948).

## Биография
В 1912 году в селе Георгиевка Катуховской волости Воронежского уезда в русской семье родилась Татьяна Родивилова. Окончила школу. 
С 1932 года трудилась в колхозе "Герой труда" в поле, была звеньевой. В 1947 году на площади 10 гектаров звено Родивиловой получило ржи 30,7 центнера с гектара. 
За получение высокого урожая зерновых, Указом от 7 мая 1948 года, Татьяна Родивилова была удостоена звания Герой Социалистического Труда и награждена Орденом Ленина и золотой медалью "Серп и Молот".
До 1967 года продолжала трудиться звеньевой в колхозе. 
В дальнейшем вышла на заслуженный отдых. Проживала в родном селе. Умерла 8 июля 2004 года.

## Награды
Имеет следующие награды за трудовые успехи:
- Герой Социалистического Труда (07.05.1948);
- Орден Ленина (07.05.1948).

## Память
На Аллее Героев в посёлке Панино установлен бюст Герою Социалистического Труда Родивиловой Татьяне Константиновне. 